# Shar
Shar è una divinità immaginaria appartenente all'ambientazione Forgotten Realms per il gioco di ruolo fantasy Dungeons & Dragons. È una divinità maggiore del pantheon faerûniano.
Il suo simbolo è costituito da un disco nero con il bordo porpora.
La sua arma preferita è il "Disco della Notte", un chakram.
In D&D Terza Edizione i suoi domini sono: Caverne, Conoscenza, Male, Oscurità.
Shar è la sorella oscura di Selûne, dea della luce. È la creatrice della Trama d'Ombra, che fornisce un'alternativa alla Trama, controllata dalla dea Mystra, utile per lanciare incantesimi. Nel tentativo di prendere il controllo anche sulla Trama Shar si è alleata con Cyric per uccidere Mystra. La catastrofe risultante ha preso il nome di Spellplague. Nonostante la morte di Mystra Shar non è riuscita ad ottenere il controllo sulla Trama, e ha perso anzi quello sulla Trama d'Ombra, dato che entrambe sono collassate con fine della dea della magia.
Il suo Eletto è Alargoth, il "Portatore di Rovina".